# 厳島神社 (釧路市)
厳島神社（いつくしまじんじゃ）は北海道釧路市に鎮座する神社。釧路市民の守護神として仰がれている。旧社格は県社。御朱印は「釧路一之宮 厳島神社」となっている。知人岬の太平洋を見下ろす台地上に東面して鎮座し、境内には米町公園が接する。

## 祭神
市杵島姫命、阿寒大神（あかんのおおかみ）、金刀比羅大神、秋葉大神、稲荷大神、猿田彦大神、海津見大神の7柱を祀る。
上記中、市杵島姫命は「弁財天」「弁天さま」と称されて親しまれている。阿寒大神は雄阿寒岳と雌阿寒岳を霊峰とする山神で、大山祇神ともされるが、元来はアカンカモイという古くから信仰されたアイヌの神であるという。金刀比羅大神と海津見大神は航海守護と豊漁の神、秋葉大神は遠江国秋葉社から分霊を勧請したもので厄除け開運の神、また稲荷大神とともに商売繁盛の神とされる。猿田彦大神は道祖神。
なお、明治5年（1872年）には熊野大神も祀られていた。

## 由緒
文化2年（1805年）、アイヌを使役して漁業や交易を行うために当地に設けられた「クスリ場所（釧路国釧路郡）」の請負人、佐野孫右ェ門が漁業安全を祈願するために安芸国厳島社の分霊を勧請したのが創祀で、一緒に祀られている阿寒大神を除く5柱も、文化年間から明治初期にかけて釧路に移住した和人が豊漁と航海安全を祈って道外から勧請した神々である。当神社の記録上の初見は文化6年の『東行漫筆』にクスリ会所内に弁天、稲荷、山神が祀られていたという記事で、同時代の絵図にも見え、安政4年（1859年）の『蝦夷日誌』には「鎮守の社＜稲荷弁天＞阿寒三社 美々敷立たり」と記されている。クスリ会所はクスリ場所の拠点として旧真砂町に置かれた役所であるが、初めは旧真砂町のアイヌがカムイシュマ（神岩）と呼んでいた高台にイナウという先端部を細かく裂いた（削り掛け）ヤナギやミズキの棒を立てて祀っていた地（現南大通七丁目）に社殿を造営したが、明治20年（1887年）に米町にあった金毘羅堂に遷座して、同24年2月に現社地に社殿を新築して遷座した。
明治24年11月に郷社、大正12年（1923年）5月に県社に列格し、昭和40年（1965年）、境内に釧路支庁管内の3,000余柱を祀る釧路護国神社を創祀した。

## 祭事
例祭は7月15日で、明治34年には豊漁と豊作を祈願して、5月と10月の17日にそれぞれ春祭と秋祭を斎行するようになった。

## 社殿
本殿は三間社流造、明治24年建立。拝殿は入母屋造平入、昭和27年に新造。

## 境内社
龍神祠と稲荷祠、釧路護国神社がある。

## 文化財

### 北海道指定
- 円空仏（観音菩薩坐像） - 寛文6年（1666年）から翌年にかけて蝦夷地に滞在した円空の手になる仏像。台座背面に「くすりのたけごんげん」と刻まれ、また「本地観世菩薩」との墨書もある。もとは現豊浦町礼文華（れぶんげ）の噴火湾に面した洞窟の中に他の円空仏とともに安置されていたので、「くすりのたけ」という山の神を鎮めるためにその本地仏と観想された観音像を彫ったものとされるが、寛政11年（1799年）に「くすりのたけ」から当時「クスリ」と呼ばれていた釧路が連想され、松田伝十郎という役人によって当地に移されたものであるという[1]。昭和52年（1977年）3月11日に北海道有形文化財に指定された。